# Лобысевич, Панас Кириллович

Родовой герб Лобысевичей

Панас (Афанасий) Кириллович Лобысевич (укр. Опанас Кирилович Лобисевич; около 1732—1805) — украинский писатель и переводчик XVIII века.

## Биография
Представитель дворянского рода, ведущего начало от казацко-старшинской семьи — Лобысевичи.
Родился в местечке Погар Погарской сотни на Черниговщине (ныне Погарского района Брянской области России).
В 1747—1752 годах учился в Киево-Могилянской академии, учëбу закончил классом риторики. По приглашению брата Кирилла перебрался в Санкт-Петербург, где продолжил образование в 1754 году в Академическом университете при Петербургской АН. Здесь слушал лекции по философии академика И. А. Брауна, знатока классической истории и филологии И. Э. Фишера[уточнить] и других известных учёных. Общался с украинскими и российскими культурными деятелями столицы, в частности с Г. Полетикой, А. Сумароковым, А. Мусиным-Пушкиным. В 1760 году был приглашён переводчиком в Академию наук Санкт-Петербурга. Начал заниматься переводами с латинского языка.
Служебная и литературная карьера в Санкт-Петербурге оборвалась: в том же 1760 году по указанию М. В. Ломоносова Панаса Лобысевича и его друга Семёна Дивовича исключили из университета якобы «за нехождение их на профессорския лекции». Благодаря вмешательству президента Академии наук гетмана графа К. Разумовского, который покровительствовал семье Лобысевичей, Панас был восстановлен в правах студента. Но впоследствии, в 1761 году, уже по собственному желанию уволился из университета и по приглашению гетмана приехал в Глухов, где стал переводчиком гетманской канцелярии. В 1765 году в ранге капитан-поручика был назначен секретарём Разумовского, ответственным за письменную корреспонденцию.
До 1767 года путешествовал с гетманом по Европе, побывал в Германии, Франции, Италии, Швейцарии, Англии.
С 1769 года Лобысевич — генерал-аудитор-лейтенант в чине премьер-майора; руководил канцелярией теперь уже фельдмаршала К. Разумовского, с 1773 года — генерал-аудитор-фельдмаршал в ранге подполковника. Находясь на службе у К. Разумовского, Лобысевич был фактически свободен от формальных обязанностей; близость к гетману, человеку с явными украинскими и автономистскими симпатиями, оказала влияние на формирование его литературных и общественно-политических взглядов. Лобысевич возобновил работу над переводами. С 1770 г. печатался в журнале «Барышек Всякія Всячины».
В 1774 г. в ранге полковника вышел в отставку. В этом же году женился на Екатерине Михайловне Губчиц, дочери бунчукового товарища, впоследствии мглинского уездного предводителя, надворного советника М. В. Губчица, крупного землевладельца Стародубского полка.
В 1783 г. Лобысевич был избран мглинским уездным предводителем, а в 1785—1787 гг. — губернским предводителем дворянства Новгород-Северского наместничества. Участвовал в дворянской депутатской комиссии по проверке дворянских прав. Под его наблюдением построены «Врата» (триумфальная арка) в Новгороде-Северском, через который (22—24.01.1787) пролегал путь императрицы Екатерины II из Санкт-Петербурга в Крым. После окончания своих полномочий переселился с семьей в родовое имение — с. Карбовщина на Почепщине, полученное в 1774 г. в награду от К. Разумовского; на склоне лет жил в основном в имении жены в с. Леньков, в 7 км от Новгорода-Северского. Отсюда ездил по делам в Москву, Санкт-Петербург, Новгород-Северский.
После ликвидации наместничеств в 1796 году и объединения Левобережной Украины (бывшая Гетманщина) в Малороссийскую губернию П. Лобысевич вернулся на государственную службу: в 1797 г. назначен советником І департамента Малороссийского генерального суда. Получил ранг надворного советника, в 1800 г. — действительного статского советника.
Умер в с. Ленькове (ныне Черниговская область Украины).

## Участие в Патриотического кружке
В 1770-х годах П. Лобысевич вместе с Г. Долинским, М. Значко-Яворским, М. Миклашевским, Г. Полетикой, А. Худорбой и др. принадлежал к наиболее активным членам тайной группы малороссийских автономистов — Новгород-Северского патриотического кружка.

## Творчество
П. Лобысевич — один из зачинателей украинского национального возрождения.
Переделал на украинский язык в бурлескно-травестийном стиле эклоги Вергилия (из поэмы «Буколики») — «Вергилиевы пастухи… в малороссийский кобеняк переодетые» (1794; текст не сохранился), оставил переводы с французского языка — «Слово президента де Монтескьё», «Описание пещеры бога сна Овидиевых превращений» и др.